# فينيسا ريستريبو
فينيسا ريستريبو (بالإسبانية: Vanesa Restrepo) ممثلة تلفزيونية وعارضة كولومبية. اشتهرت بعد دورها في مجموعة من المسلسلات على غرار Como dice el dicho, Quiero amarte وMuchacha italiana viene a casarse.

## قائمة أفلامها
| السنة     | العنوان                            | الدور          | ملاحظات              |
| --------- | ---------------------------------- | -------------- | -------------------- |
| 2011      | La fuerza del destino              | دور غير معروف  |                      |
| 2011      | اسبيرانزا ديل كورازون              | دور غير معروف  |                      |
| 2012-2013 | حب فيرداديروس                      | دور غير معروف  | شاركت في 3 حلقات فقط |
| 2012-2013 | كومو ديس إل ديشو                   | آنا            | شاركت في حلقتين فقط  |
| 2013      | La mujer del Vendaval              | دور غير معروف  | شاركت خلال 4 حلقات   |
| 2013-2014 | Quiero amarte                      | نورا           |                      |
| 2014-2015 | Muchacha italiana viene a casarse  | ألينا          | دور مكرر             |
| 2016      | قلب كاذب                           | دينيس          | دور مكرر             |
| 2016-2017 | لا دونيا                           | موني           | دور مكرر             |
| 2017      | لاس 13 إيسبوسوس دي ويلسون فرنانديز | ديانتس دي ليشي | شاركت في 3 حلقات فقط |
| 2017      | إل فاتو                            | اريكا          |                      |

## وصلات خارجية
- فينيسا ريستريبو على موقع IMDb (الإنجليزية)
- فينيسا ريستريبو على موقع قاعدة بيانات الفيلم (الإنجليزية)